# Az NSZK az 1972. évi téli olimpiai játékokon
Az NSZK a japán Szapporóban megrendezett 1972. évi téli olimpiai játékok egyik részt vevő nemzete volt. Az országot az olimpián 10 sportágban 78 sportoló képviselte, akik összesen 5 érmet szereztek.

## Érmesek
| Érem  | Versenyző                                                                | Sportág        | Versenyszám  |
| ----- | ------------------------------------------------------------------------ | -------------- | ------------ |
| Arany | Wolfgang Zimmerer Peter Utzschneider                                     | Bob            | Férfi kettes |
| Arany | Erhard Keller                                                            | Gyorskorcsolya | Férfi 500 m  |
| Arany | Monika Pflug                                                             | Gyorskorcsolya | Női 1000 m   |
| Ezüst | Horst Floth Pepi Bader                                                   | Bob            | Férfi kettes |
| Bronz | Wolfgang Zimmerer Stefan Gaisreiter Walter Steinbauer Peter Utzschneider | Bob            | Férfi négyes |

## Alpesisí
Férfi
| Versenyző            | Versenyszám      | Selejtező | Selejtező | Döntő         | Döntő         | Döntő         | Döntő         | Döntő      | Döntő      |         |         |
| Versenyző            | Versenyszám      | Selejtező | Selejtező | 1. futam      | 1. futam      | 2. futam      | 2. futam      | Összesítés | Összesítés |         |         |
| Versenyző            | Versenyszám      | Idő       | Hely.     | Idő           | Hely.         | Idő           | Hely.         | Idő        | Helyezés   |         |         |
| -------------------- | ---------------- | --------- | --------- | ------------- | ------------- | ------------- | ------------- | ---------- | ---------- | ------- | ------- |
| Alfred Hagn          | Lesiklás         |           |           |               |               |               |               | 1:56,04    | 27.        |         |         |
| Alfred Hagn          | Műlesiklás       | kiemelt   | kiemelt   | 56,64         | 7.            | nem ért célba | nem ért célba | kiesett    | kiesett    | kiesett | kiesett |
| Alfred Hagn          | Óriás-műlesiklás |           |           | 1:31,78       | 2.            | 1:39,38       | 11.           | 3:11,16    | 4.         |         |         |
| Sepp Heckelmiller    | Óriás-műlesiklás |           |           | nem ért célba | nem ért célba | kiesett       | kiesett       | kiesett    | kiesett    |         |         |
| Christian Neureuther | Műlesiklás       | kiemelt   | kiemelt   | 58,42         | 18.           | 54,48         | 5.            | 1:52,90    | 11.        |         |         |
| Christian Neureuther | Óriás-műlesiklás |           |           | 1:33,24       | 6.            | nem ért célba | nem ért célba | kiesett    | kiesett    | kiesett | kiesett |
| Max Rieger           | Műlesiklás       | kiemelt   | kiemelt   | nem ért célba | nem ért célba | kiesett       | kiesett       | kiesett    | kiesett    |         |         |
| Max Rieger           | Óriás-műlesiklás |           |           | 1:33,86       | 14.           | 1:38,08       | 5.            | 3:11,94    | 6.         |         |         |
| Hans-Jörg Schlager   | Lesiklás         |           |           |               |               |               |               | 1:55,05    | 18.        |         |         |
| Hans-Jörg Schlager   | Műlesiklás       | 1:43,30   | 3.        | 56,56         | 6.            | nem ért célba | nem ért célba | kiesett    | kiesett    |         |         |
| Franz Vogler         | Lesiklás         |           |           |               |               |               |               | 1:55,50    | 24.        |         |         |

Női
| Versenyző        | Versenyszám      | 1. futam      | 1. futam      | 2. futam | 2. futam | Összesítés | Összesítés |
| Versenyző        | Versenyszám      | Idő           | Hely.         | Idő      | Hely.    | Idő        | Helyezés   |
| ---------------- | ---------------- | ------------- | ------------- | -------- | -------- | ---------- | ---------- |
| Pamela Behr      | Lesiklás         |               |               |          |          | 1:44,22    | 36.        |
| Pamela Behr      | Műlesiklás       | 47,57         | 8.            | 46,70    | 4.       | 1:34,27    | 6.         |
| Pamela Behr      | Óriás-műlesiklás |               |               |          |          | 1:35,87    | 25.        |
| Rosi Mittermaier | Lesiklás         |               |               |          |          | 1:39,32    | 6.         |
| Rosi Mittermaier | Műlesiklás       | 47,27         | 7.            | 53,90    | 19.      | 1:41,17    | 17.        |
| Rosi Mittermaier | Óriás-műlesiklás |               |               |          |          | 1:33,39    | 12.        |
| Rosi Speiser     | Lesiklás         |               |               |          |          | 1:39,10    | 5.         |
| Rosi Speiser     | Műlesiklás       | nem ért célba | nem ért célba | kiesett  | kiesett  | kiesett    | kiesett    |
| Rosi Speiser     | Óriás-műlesiklás |               |               |          |          | 1:32,56    | 5.         |
| Traudl Treichl   | Lesiklás         |               |               |          |          | 1:40,62    | 13.        |
| Traudl Treichl   | Műlesiklás       | nem ért célba | nem ért célba | kiesett  | kiesett  | kiesett    | kiesett    |
| Traudl Treichl   | Óriás-műlesiklás |               |               |          |          | 1:33,08    | 9.         |

## Biatlon
| Versenyző         | Versenyszám  | Lövőhiba | Időeredmény | Helyezés |
| ----------------- | ------------ | -------- | ----------- | -------- |
| Josef Niedermeier | 20 km egyéni | 8        | 1:29:26,44  | 46.      |
| Theo Merkel       | 20 km egyéni | 11       | 1:30:58,17  | 50.      |

## Bob
| Versenyző                                                                | Versenyszám | 1. futam | 1. futam | 2. futam | 2. futam | 3. futam | 3. futam | 4. futam | 4. futam | Összesítés | Összesítés |
| Versenyző                                                                | Versenyszám | Idő      | Hely.    | Idő      | Hely.    | Idő      | Hely.    | Idő      | Hely.    | Idő        | Helyezés   |
| ------------------------------------------------------------------------ | ----------- | -------- | -------- | -------- | -------- | -------- | -------- | -------- | -------- | ---------- | ---------- |
| Horst Floth Pepi Bader                                                   | Kettes      | 1:16,04  | 5.       | 1:15,38  | 4.       | 1:14,35  | 6.       | 1:13,07  | 1.       | 4:58,84    |            |
| Wolfgang Zimmerer Peter Utzschneider                                     | Kettes      | 1:14,81  | 1.       | 1:14,56  | 1.       | 1:13,51  | 1.       | 1:14,19  | 4.       | 4:57,07    |            |
| Wolfgang Zimmerer Stefan Gaisreiter Walter Steinbauer Peter Utzschneider | Négyes      | 1:11,18  | 3.       | 1:11,75  | 3.       | 1:10,30  | 4.       | 1:10,69  | 2.       | 4:43,92    |            |
| Horst Floth Donat Ertel Walter Gillik Pepi Bader                         | Négyes      | 1:10,83  | 2.       | 1:11,88  | 4.       | 1:11,06  | 6.       | 1:11,32  | 7.*      | 4:45,09    | 5.         |

* - egy másik csapattal azonos eredményt ért el

## Északi összetett
| Versenyző      | Síugrás | Síugrás | Sífutás | Sífutás | Sífutás | Összesítés | Összesítés |
| Versenyző      | Pont    | Hely.   | Idő     | Pont    | Hely.   | Pont       | Helyezés   |
| -------------- | ------- | ------- | ------- | ------- | ------- | ---------- | ---------- |
| Urban Hettich  | 152,1   | 32.     | 49:00,4 | 214,675 | 2.      | 366,775    | 20.        |
| Franz Keller   | 154,0   | 31.     | 52:32,5 | 182,860 | 30.     | 336,860    | 33.        |
| Ralph Pöhland  | 174,8   | 22.     | 49:55,6 | 206,395 | 5.      | 381,195    | 10.        |
| Alfred Winkler | 175,6   | 20.     | 52:41,5 | 181,510 | 32.     | 357,110    | 25.        |

## Gyorskorcsolya
Férfi
| Versenyző         | Versenyszám | Eredmény | Helyezés |
| ----------------- | ----------- | -------- | -------- |
| Erhard Keller     | 500 m       | 39,44    |          |
| Hans Lichtenstern | 500 m       | 40,55    | 10.      |
| Herbert Schwarz   | 500 m       | 43,03    | 31.      |
| Herbert Schwarz   | 1500 m      | 2:15,42  | 32.      |
| Herbert Schwarz   | 5000 m      | 8:26,03  | 27.      |
| Gerd Zimmermann   | 500 m       | 41,35    | 21.      |
| Gerd Zimmermann   | 1500 m      | 2:08,95  | 12.      |
| Gerd Zimmermann   | 5000 m      | 7:41,16  | 9.       |
| Gerd Zimmermann   | 10 000 m    | 15:43,92 | 8.       |

Női
| Versenyző      | Versenyszám | Eredmény | Helyezés |
| -------------- | ----------- | -------- | -------- |
| Paula Dufter   | 500 m       | 45,77    | 12.      |
| Paula Dufter   | 1000 m      | 1:34,86  | 16.      |
| Paula Dufter   | 1500 m      | 2:26,00  | 15.      |
| Monika Pflug   | 500 m       | 44,75    | 5.       |
| Monika Pflug   | 1000 m      | 1:31,40  |          |
| Monika Pflug   | 1500 m      | 2:24,69  | 10.      |
| Monika Stützle | 500 m       | 48,15    | 27.      |
| Monika Stützle | 1500 m      | 2:37,15  | 31.      |

## Jégkorong
| Nyugatnémet férfi jégkorongcsapat-játékoskeret                                                                        | Nyugatnémet férfi jégkorongcsapat-játékoskeret                                                               | Nyugatnémet férfi jégkorongcsapat-játékoskeret                                                     |
| --- | --- | -------------------------------------------------------------------------------------------------- |
| - Heiko Antons - Reinhold Bauer - Karl-Heinz Egger - Johann Eimannsberger - Lorenz Funk - Anton Hofherr - Anton Kehle | - Georg Kink - Bernd Kuhn - Erich Kühnhackl - Paul Langner - Rainer Makatsch - Werner Modes - Rainer Philipp | - Hans Rothkirch - Alois Schloder - Otto Schneitberger - Rudolf Thanner - Josef Völk - Martin Wild |

### Eredmények
Selejtező
| 1972. február 4. | NSZK (FRG) | 0 – 4 (0–0, 0–3, 0–1) | Lengyelország | Szapporo |

|  |  |  |  |  |
|  |  |  |  |  |
|  |  |  |  |  |
|  |  |  |  |  |

A 7–11. helyért
| 1972. február 6. | NSZK (FRG) | 5 – 0 (2–0, 0–0, 3–0) | Svájc | Szapporo |

|  |  |  |  |  |
|  |  |  |  |  |
|  |  |  |  |  |
|  |  |  |  |  |

| 1972. február 7. | NSZK (FRG) | 6 – 2 (2–1, 2–1, 2–1) | Jugoszlávia | Szapporo |

|  |  |  |  |  |
|  |  |  |  |  |
|  |  |  |  |  |
|  |  |  |  |  |

| 1972. február 9. | NSZK (FRG) | 5 – 1 (3–0, 0–0, 2–1) | Norvégia | Szapporo |

|  |  |  |  |  |
|  |  |  |  |  |
|  |  |  |  |  |
|  |  |  |  |  |

| 1972. február 12. | Japán (JPN) | 7 – 6 (3–1, 1–2, 3–3) | NSZK | Szapporo |

|  |  |  |  |  |
|  |  |  |  |  |
|  |  |  |  |  |
|  |  |  |  |  |

Végeredmény
| Csapat      | M | Gy | D | V | G+ | G– | Gk  | P |
| ----------- | - | -- | - | - | -- | -- | --- | - |
| NSZK        | 4 | 3  | 0 | 1 | 22 | 10 | +12 | 6 |
| Norvégia    | 4 | 3  | 0 | 1 | 16 | 14 | +2  | 6 |
| Japán       | 4 | 2  | 1 | 1 | 17 | 16 | +1  | 5 |
| Svájc       | 4 | 0  | 2 | 2 | 9  | 16 | –7  | 2 |
| Jugoszlávia | 4 | 0  | 1 | 3 | 9  | 17 | –8  | 1 |

| Csapat | Helyezés |
| ------ | -------- |
| NSZK   | 7.       |

## Műkorcsolya
| Versenyző                       | Versenyszám | Kötelező elemek   | Kötelező elemek | Kűr               | Kűr   | Összesítés                     | Összesítés                     | Összesítés                     | Összesítés                     | Összesítés                     | Összesítés                     | Összesítés                     | Összesítés                     | Összesítés                     | Összesítés        | Összesítés        | Összesítés  | Összesítés | Összesítés |
| Versenyző                       | Versenyszám | Kötelező elemek   | Kötelező elemek | Kűr               | Kűr   | Helyezési pontszámok bírónként | Helyezési pontszámok bírónként | Helyezési pontszámok bírónként | Helyezési pontszámok bírónként | Helyezési pontszámok bírónként | Helyezési pontszámok bírónként | Helyezési pontszámok bírónként | Helyezési pontszámok bírónként | Helyezési pontszámok bírónként | Több. hely. száma | Több. hely. össz. | Hely. össz. | Pont       | Helyezés   |
| Versenyző                       | Versenyszám | Több. hely. száma | Hely.           | Több. hely. száma | Hely. | 1                              | 2                              | 3                              | 4                              | 5                              | 6                              | 7                              | 8                              | 9                              | Több. hely. száma | Több. hely. össz. | Hely. össz. | Pont       | Helyezés   |
| ------------------------------- | ----------- | ----------------- | --------------- | ----------------- | ----- | ------------------------------ | ------------------------------ | ------------------------------ | ------------------------------ | ------------------------------ | ------------------------------ | ------------------------------ | ------------------------------ | ------------------------------ | ----------------- | ----------------- | ----------- | ---------- | ---------- |
| Isabel Duval de Navarre         | Női egyéni  | 8×16+             | 16.             | 6×14+             | 14.   | 16,0                           | 12,0                           | 14,0                           | 15,0                           | 14,0                           | 15,0                           | 16,0                           | 13,0                           | 1,0                            | 5×14+             | 66,0              | 128,0       | 2340,0     | 14.        |
| Almut Lehmann Herbert Wiesinger | Páros       | 5×4+              | 5.              | 6×6+              | 6.    | 4,0                            | 5,0                            | 5,0                            | 6,0                            | 5,0                            | 6,0                            | 7,0                            | 6,0                            | 8,0                            | 7×6+              | 37,0              | 52,0        | 399,8      | 5.         |
| Corinna Halke Eberhard Rausch   | Páros       | 5×10+             | 10.             | 6×10+             | 10.   | 11,0                           | 10,0                           | 9,0                            | 11,0                           | 9,0                            | 10,0                           | 9,0                            | 8,0                            | 10,0                           | 7×10+             | 65,0              | 87,0        | 381,1      | 10.        |

## Sífutás
Férfi
| Versenyző                                          | Versenyszám     | Eredmény   | Helyezés |
| -------------------------------------------------- | --------------- | ---------- | -------- |
| Franz Betz                                         | 15 km           | 49:00,41   | 36.      |
| Walter Demel                                       | 15 km           | 46:17,36   | 7.       |
| Walter Demel                                       | 30 km           | 1:37:45,53 | 5.       |
| Walter Demel                                       | 50 km           | 2:44:32,67 | 5.       |
| Hartmut Döpp                                       | 15 km           | 48:46,08   | 32.      |
| Hartmut Döpp                                       | 30 km           | 1:44:51,05 | 35.      |
| Edgar Eckert                                       | 30 km           | 1:45:38,51 | 38.      |
| Edgar Eckert                                       | 50 km           | 3:00:08,32 | 31.      |
| Gerhard Gehring                                    | 15 km           | 47:33,78   | 22.      |
| Gerhard Gehring                                    | 30 km           | 1:39:44,47 | 10.      |
| Franz Betz Urban Hettich Hartmut Döpp Walter Demel | 4 × 10 km váltó | 2:10:42,85 | 7.       |

Női
| Versenyző                                    | Versenyszám    | Eredmény      | Helyezés      |
| -------------------------------------------- | -------------- | ------------- | ------------- |
| Michaela Endler                              | 5 km           | 17:32,56      | 11.           |
| Michaela Endler                              | 10 km          | 36:38,05      | 17.           |
| Monika Mrklas                                | 5 km           | 17:57,40      | 24.           |
| Monika Mrklas                                | 10 km          | nem ért célba | nem ért célba |
| Ingrid Rothfuß                               | 10 km          | 38:03,69      | 32.           |
| Monika Mrklas Ingrid Rothfuß Michaela Endler | 3 × 5 km váltó | 50:25,61      | 4.            |

## Síugrás
| Versenyző          | Versenyszám | 1. ugrás | 1. ugrás | 1. ugrás | 2. ugrás | 2. ugrás | 2. ugrás | Összesítés | Összesítés |
| Versenyző          | Versenyszám | Távolság | Pont     | Hely.    | Távolság | Pont     | Hely.    | Pont       | Helyezés   |
| ------------------ | ----------- | -------- | -------- | -------- | -------- | -------- | -------- | ---------- | ---------- |
| Günther Göllner    | Normálsánc  | 74,0     | 101,6    | 32.      | 66,0     | 84,3     | 50.*     | 185,9      | 46.        |
| Günther Göllner    | Nagysánc    | 90,0     | 93,0     | 26.      | 87,0     | 82,3     | 35.      | 175,3      | 27.        |
| Alfred Grosche     | Normálsánc  | 70,0     | 92,2     | 48.      | 69,0     | 90,6     | 43.      | 182,8      | 47.        |
| Alfred Grosche     | Nagysánc    | 84,0     | 44,6~    | 52.      | 77,5     | 75,0     | 43.      | 119,6      | 52.        |
| Sepp Schwinghammer | Normálsánc  | 68,5     | 89,8     | 51.      | 68,5     | 90,3     | 45.      | 180,1      | 49.        |

* - egy másik versenyzővel azonos eredményt ért el

~ - az ugrás során elesett

## Szánkó
| Versenyző                       | Versenyszám | 1. futam | 1. futam | 2. futam | 2. futam | 3. futam | 3. futam | 4. futam | 4. futam | Összesítés | Összesítés |
| Versenyző                       | Versenyszám | Idő      | Hely.    | Idő      | Hely.    | Idő      | Hely.    | Idő      | Hely.    | Idő        | Helyezés   |
| ------------------------------- | ----------- | -------- | -------- | -------- | -------- | -------- | -------- | -------- | -------- | ---------- | ---------- |
| Josef Fendt                     | Férfi egyes | 53,03    | 5.       | 52,73    | 5.       | 52,25    | 9.       | 52,02    | 7.       | 3:30,03    | 6.         |
| Leonhard Nagenrauft             | Férfi egyes | 53,00    | 4.       | 52,79    | 7.       | 51,97    | 6.       | 51,91    | 4.       | 3:29,67    | 5.         |
| Hans Wimmer                     | Férfi egyes | 54,09    | 15.**    | 53,82    | 17.      | 52,62    | 14.      | 53,27    | 21.      | 3:33,80    | 17.        |
| Wolfgang Winkler                | Férfi egyes | 54,07    | 14.      | 53,53    | 14.      | 52,66    | 15.*     | 52,82    | 15.      | 3:33,08    | 15.        |
| Elisabeth Demleitner            | Női egyes   | 45,45    | 5.       | 45,62    | 4.       | 45,08    | 4.       | 44,65    | 4.       | 3:00,80    | 4.         |
| Gisela Otto                     | Női egyes   | 47,04    | 17.      | 46,78    | 16.      | 46,73    | 19.      | 45,99    | 15.      | 3:06,54    | 18.        |
| Christa Schmuck                 | Női egyes   | 45,98    | 10.      | 46,01    | 8.       | 45,99    | 12.*     | 45,21    | 10.      | 3:03,19    | 10.        |
| Hans Brandner Balthasar Schwarm | Kettes      | 44,86    | 5.       | 44,80    | 5.       |          |          |          |          | 1:29,66    | 5.*        |
| Stefan Hölzlwimmer Hans Wimmer  | Kettes      | 45,61    | 11.      | 45,31    | 9.*      |          |          |          |          | 1:30,92    | 11.        |

* - egy másik versenyzővel azonos eredményt ért el

* - egy másik csapattal azonos időt értek el